# Dušan Maksimović
Dušan Aron Maksimović, né le 6 janvier 1940 et mort le 27 juin 1998, est un ancien arbitre yougoslave (serbe) de football. 

## Carrière
Il a officié dans des compétitions majeures : 
- Coupe du monde de football des moins de 20 ans 1977 (1 match)
- Coupe UEFA 1977-1978 (finale aller)
- Coupe du monde de football de 1978 (1 match)